# Gaspatroon

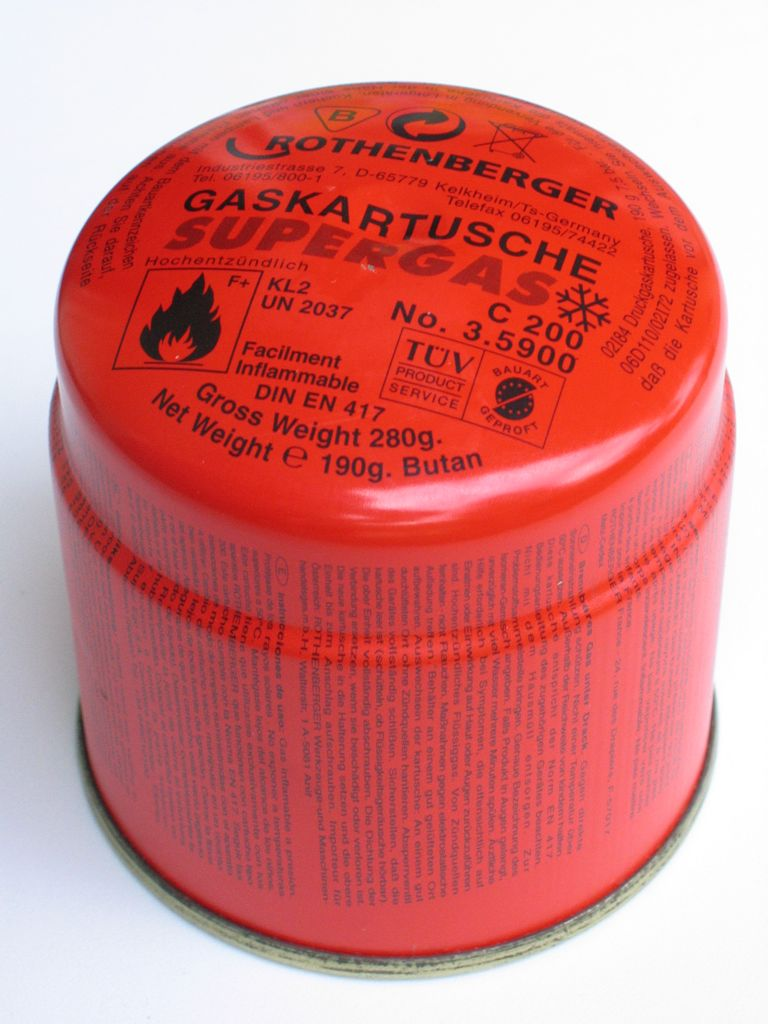
Steekpatroon van 190 g inhoud

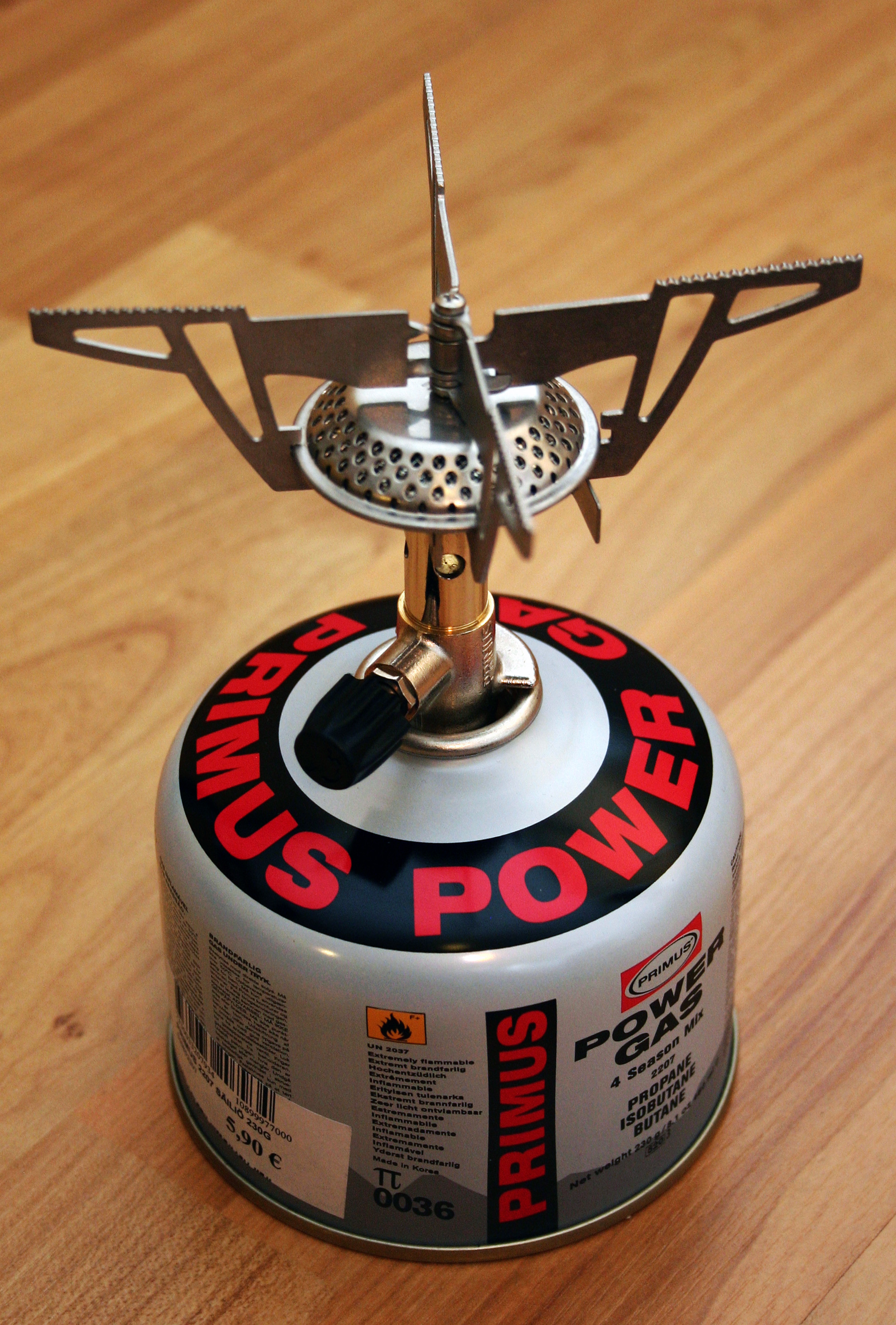
Primusbrander met een patroon van 230 g inhoud

Een gaspatroon is een kleine en dunwandige gasfles.
In een gaspatroon wordt een kleine hoeveelheid vloeibaar gemaakt brandbaar gas onder druk bewaard. Dit gas is gewoonlijk een mengsel van butaan en propaan. Indien men bij lage temperaturen (beneden 5°C) met een gaspatroon wil werken, moet men isobutaan als vulling gebruiken. Het materiaal voor een gaspatroon is gewoonlijk roestvrij staal, aluminium of koolstofstaal.
Gaspatronen worden gebruikt voor kook- en verlichtingsdoeleinden, met name door kampeerders en op boten. Voorts dienen ze ook als reservoir voor bijvoorbeeld een verfbrander, een soldeerbrander en dergelijke.
Gaspatronen hebben geen afsluiter. In plaats daarvan kunnen ze op het apparaat worden aangesloten door middel van een holle naald. Ook zijn er schroef- en bajonetsluitingen, waarbij een ventiel wordt ingedrukt. De laatste sluitingen hebben als voordeel dat het gaspatroon weer van het apparaat kan worden losgekoppeld.
Bekende leveranciers van gaspatronen zijn onder andere: Campingaz, Coleman, Primus, en Markill.